# Jehan Alain
Jehan Alain (*3 februarie 1911 Saint-Germain-en-Laye, † 20 iunie 1940 Petit-Puy) a fost un compozitor și organist francez.